# Paralonchurus dumerilii
Paralonchurus dumerilii är en fiskart som först beskrevs av Bocourt, 1869.  Paralonchurus dumerilii ingår i släktet Paralonchurus och familjen havsgösfiskar. IUCN kategoriserar arten globalt som livskraftig. Inga underarter finns listade i Catalogue of Life.